# Panagiotis Rampavilas
Panagiotis Rampavilas, Grieks: Παναγιώτης Ραμπαβίλας, (Patra, 5 juli 1990) is een Grieks voormalig voetballer die als aanvaller speelde.
Rampavilas begon bij AO Panaigialios waar hij tussen 2005 en 2007 in totaal 26 wedstrijden in de Gamma Ethniki speelde waarbij hij 13 doelpunten maakte. Hierna speelde hij tot 2009 in de Vitesse/AGOVV Voetbal Academie. In het seizoen 2009/10 kwam hij tot drie wedstrijden voor Ethnikos Piraeus en in het seizoen 2010/11 kwam hij uit voor Achilleas Kamaron. In het 2011/12 speelde hij voor SC Veendam. Rampavilas speelde in het seizoen 2012/13 voor AE Ermionidas en een seizoen daarna voor Thyella Diastavrosi Rafina (26 wedstrijden, 5 doelpunten). In juli 2014 tekende hij een contract bij AE Karaiskakis. Van 2015 tot 2017 speelde Rampavilas voor AO Syros en vervolgens voor Tamynaikos Aliveriou. In het seizoen 2018/19 speelde hij wederom voor AO Syros. Hierna ging hij naar Ajax Syros waar hij jeugdtrainer werd. In 2021 ging hij als jeugdtrainer naar Hellas Syros maar keerde een jaar later terug bij Ajax Syros. 